# Podsuchá
Podsuchá je jednou z osad města Ružomberok a tvoří jeho jižní hranici. Nachází se 10 km na jih od Ružomberka na řece Revúca, na hlavním silničním tahu Budapešť-Krakov.
Zástavba domů je situována na levém břehu Revúcej. Většina trvale obydlených domů je soustředěna u hlavní silnice a stoupá do části Vyšné Matejkovo, ze kterého vede asfaltová cesta na Smrekovicu. V blízkém okolí obce se nachází mnoho rekreačních chat a zařízení. V okolí části Nižné Matejkovo se nacházejí stopy po hornické činnosti v podobě starých štol na stříbro. Na levém břehu Revúcej se nacházejí nivy, které patří mezi oblíbená místa pro stanování. Nedaleko niv se nachází Brankovský vodopád.

## Turistika
Podsuchá je vhodným výchozím bodem pro výstupy do Velké Fatry a Nízkých Tater :
- po  červené značce na Šiprúň
- po  modréznačce na Smrekovicu
- po  zelené značce na Vyšný Brankov (1134 m n. m.)